# Callithericles schwarti
Callithericles schwarti är en insektsart som beskrevs av Marius Descamps 1977. Callithericles schwarti ingår i släktet Callithericles och familjen Thericleidae. Inga underarter finns listade i Catalogue of Life.